# Масленников, Виталий Семёнович
Вита́лий Семёнович Ма́сленников (19 ноября 1880, Москва — 13 декабря 1959, Новосибирск) — русский и советский архитектор, один из мастеров московского модерна.

## Биография
Из семьи инженера Семёна Масленикова, отца пятерых детей. Брат — Борис.
В 1906 году окончил Московское училище живописи, ваяния и зодчества с серебряной медалью, затем получил звание неклассного художника архитектуры. С 1908 года работал помощником участкового архитектора. По проектам Масленникова в Москве возведено несколько доходных домов в стиле модерн, каждый из которых наделён индивидуальными особенностями. С 1912 года состоял членом Московского архитектурного общества. В Москве жил в доме на углу Старой Басманной улицы и Гороховского переулка (№ 14/2, квартира 1), где вёл приём посетителей. В 1920 году входил в проектную группу по строительству в Москве «Международного Красного стадиона», в 1923 году основал Московское строительное акционерное общество.
В 1929 году как «вредный социальный элемент» был сослан в Сибирь, в Омск. Преподавал архитектурное проектирование в Омском индустриальном техникуме и омском художественно-промышленном техникуме имени Врубеля.
В 1932 году переведён в Новосибирск, в Сибметаллотрест, на строительство завода «Сибкомбайн» (ныне Сибсельмаш). Тогда же, в 1932 году стал преподавателем Сибирского строительного института. В 1934 году участвовал в разработке реконструкции фасадов Дома науки и культуры. Совместно с А. Д. Крячковым спроектировал стоквартирный жилой дом работников крайисполкома (проект получил в 1937 г. Гран-при выставки искусств и техники в Париже).
Автор нескольких неопубликованных теоретических трудов по архитектуре.

## Постройки

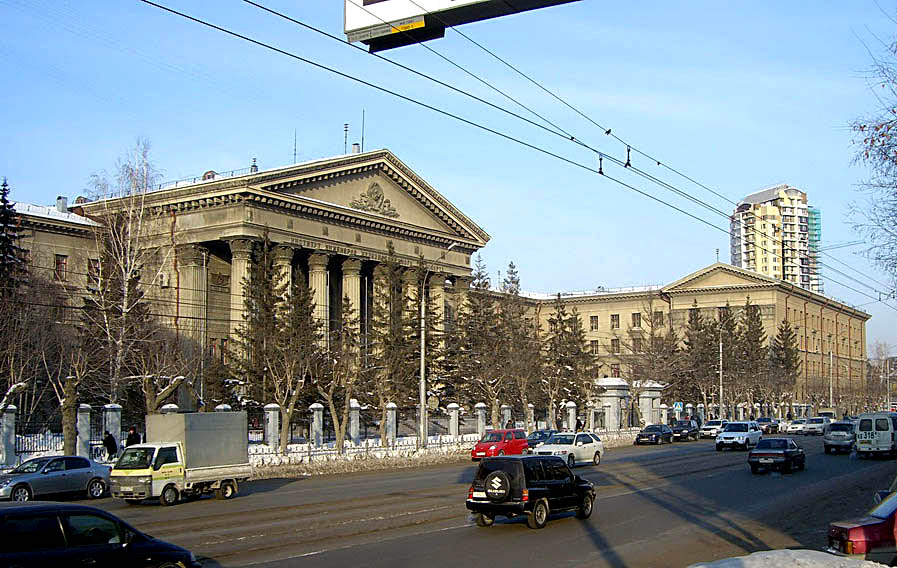
Главный корпус НИИЖТ

- Доходный дом Е. И. Розановой (1907, Москва, Вадковский переулок, 5)
- Доходный дом наследников Н. П. Циркунова (1908, Москва, Чистый переулок, 10)
- Мелкие перестройки и ремонт магазина в доме Первого Российского страхового общества (1909, Москва, Большая Лубянка, 5)
- Доходный дом Е. Д. Ломакиной (1909, Москва, Улица Гиляровского, 20)
- Доходный дом (1911, Москва, Живарев переулок, 8 стр. 1)[4]
- Доходный дом (1912, Москва, Старая Басманная улица, 33)
- Особняк М. Е. Башкирова (1913, Москва, Старая Басманная улица, 31), надстроен в 1945—1946 годах
- Доходный дом И. А. Коровина (1913, Москва, Садовая-Триумфальная улица, 2, во дворе)
- Дом-общежитие работников Сибметаллтреста, совместно с инженером П. Голышевым (1929, Омск, Красный путь, 20)[5]
- Стоквартирный дом, совместно с А. Д. Крячковым (1934—1937, Новосибирск, Красный проспект, 16 (Площадь Свердлова),  памятник архитектуры (федеральный)
- Главный корпус Новосибирского института инженеров железнодорожного транспорта (1949—1955, Новосибирск, Улица Дуси Ковальчук, 191)[6]